# 휴렛 팩커드 9100A

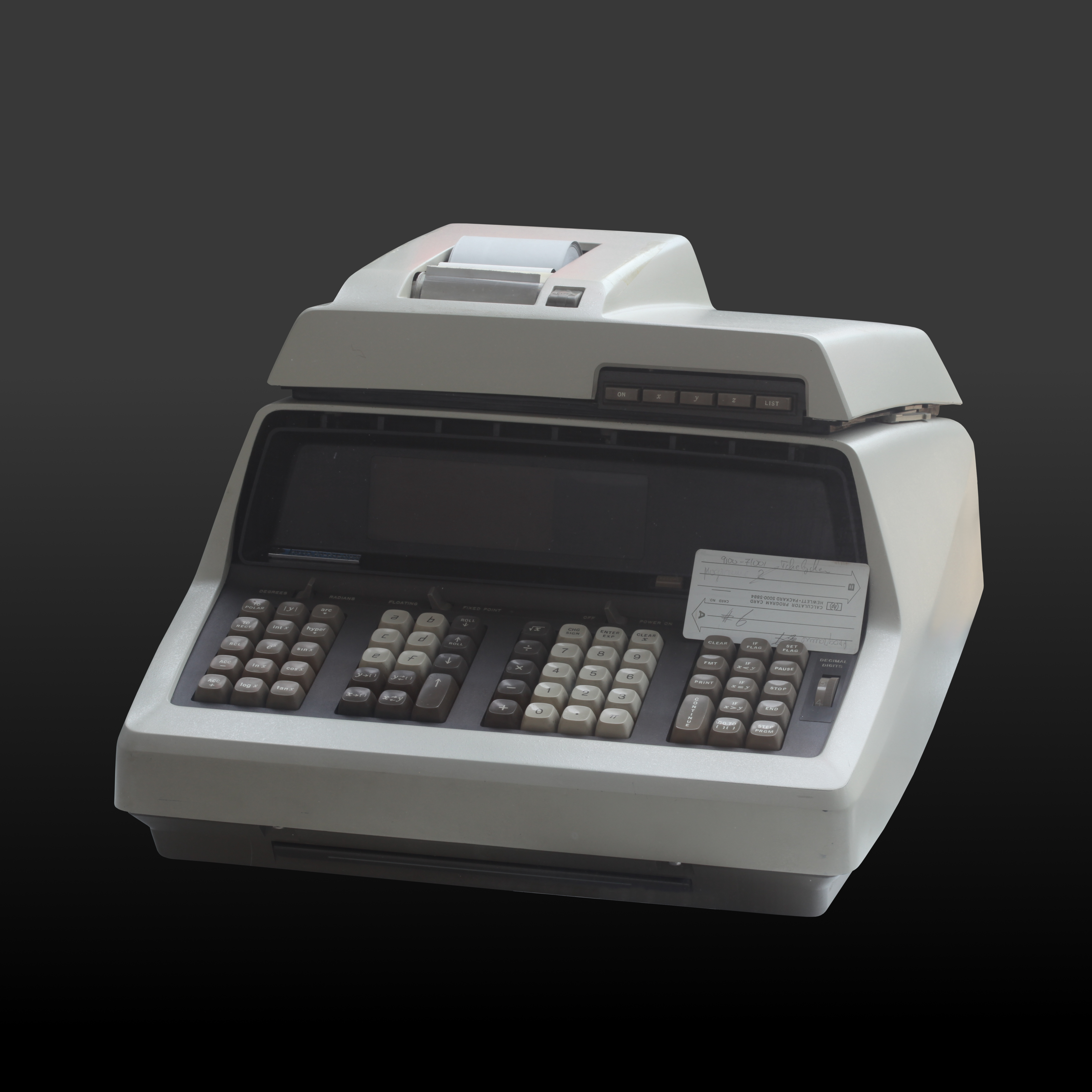
"새로운 HP 9100A 개인용 컴퓨터"는 "큰 컴퓨터를 사용하기 위해 기다리는 시간을 덜어줄 준비가 되어 있고, 의지가 있으며, 할 수 있다."고 광고되었다.

휴렛 팩커드 9100A(Hewlett-Packard 9100A, HP 9100A)는 1968년에 처음 등장한 초기 프로그래밍 가능 계산기(또는 컴퓨터)이다. HP는 빌 휴렛이 말했듯이 "컴퓨터라고 불렀다면 IBM처럼 보이지 않는다는 이유로 고객의 컴퓨터 전문가로부터 거부당했다. 그래서 우리는 그것을 계산기라고 부르기로 결정했고 그런 말도 안되는 소리는 모두 사라졌다."
1968년 사이언스(Science) 잡지의 9100A 광고에는 개인용 컴퓨터(Personal Computer)라는 용어가 최초로 사용된 기록(2000년 현재) 중 하나가 포함되어 있다.

## 같이 보기
- HP-35